# Les Inrockuptibles
Les Inrockuptibles  es una revista francesa de música, cine y libros de publicación semanal. La revista comenzó como una publicación mensual en 1986, haciéndose semanal en 1995. El nombre es un juego de palabras de «Les Incorruptibles», el nombre francés de la serie televisiva Los intocables.
En sus comienzos, la revista se enfocaba principalmente en el rock, aunque todos los números contaban con artículos de otras disciplinas artísticas. Actualmente, la revista aborda otros temas como cine, libros y actualidad social.
La revista políticamente suele ser catalogada como de izquierda.
Les Inrockuptibles fue un instrumento en popularizar el indie rock, con bandas como los Smiths y The House of Love. Periodistas como Marc Weitzmann, JD Beauvallet, Arnaud Viviant y Gilles Tordjman han marcado el estilo de la revista.

## Edición argentina
Además de la edición francesa, en la Argentina se edita desde 1996 una edición local en español, Los Inrockuptibles, que cubre temas similares: música (generalmente indie y alternativo) y pop; cine, libros, arte y sociedad. En mayo del año 2011, la revista fue relanzada con un nuevo diseño y formato, actualizados de acuerdo a los cambios que realizó la versión francesa en su propio relanzamiento, llevado a cabo en septiembre del año 2010. Si bien ambas revistas son propiedad del mismo grupo editorial, Los Inrockuptibles no es una revista semanal, sino mensual. En septiembre de 2018 anunciaron el cierre de la edición argentina.